# Омі Юсуке
Омі Юсуке (яп. 近江 友介, нар. 26 грудня 1946, Токіо) — японський футболіст, що грав на позиції нападника.

## Клубна кар'єра
Грав за команду Хітачі.

## Виступи за збірну
Дебютував 1970 року в офіційних матчах у складі національної збірної Японії. У формі головної команди країни зіграв 5 матчів.

## Статистика
Статистика виступів у національній збірній.
| Збірна Японії | Збірна Японії | Збірна Японії |
| Роки          | Ігри          | голи          |
| ------------- | ------------- | ------------- |
| 1970          | 5             | 1             |
| Усього        | 5             | 1             |